# 芭比明星公主
《芭比明星公主》（英語：Barbie: The Princess & The Popstar）是环球影业發行的錄影帶首映動畫電影作品，於2012年9月11日以DVD的形式在美國首次發售，並於11月16日在尼克儿童频道上播出。該作為芭比動畫系列的第23部電影，自2010年發行的《芭比之美人魚歷險記》以來，再一次重新塑造了芭比的角色模型。同時該作也是2004年發行的《真假公主芭比》的翻拍版，同樣以雙女主形式的劇情展開，不同的是該作是一個現代化的奇幻故事，講述了瑪莉比亞國公主Tori和知名的偶像歌星Keira使用魔法互換了身份，後來卻發現對方的生活并不如想像般的那樣輕鬆。
香港於2012年10月12日由洲立影視有限公司代理發行DVD。
台灣於2014年1月22日由緯麟集團和傳訊時代多媒體聯合代理發行DVD。
中国大陆于2012年10月30日由新汇集团上海声像出版社有限公司和上海新索音乐有限公司联合发行DVD。

## 劇情
瑪莉比亞王國正在慶祝建國500周年。世界著名流行歌手Keira將來訪此地，并舉行一系列的演唱會來紀念這一事件。在幕後，她忙得不可開交，既不能寫新歌，又還要應付她過於急切的經紀人Seymour Crider。與此同時，貪玩的Tori公主受到的則是她專橫的姑姑Amelia公爵夫人和她的皇室責任的壓力。兩個女孩都希望能和對方交換生活，希望能過得輕松一些。
在一次皇室招待會上，Keira和Tori相遇並很快成為了朋友，兩個女孩發現她們彼此之間有着許多相似之處。她們各自都擁有一種可以模仿別人外貌的魔法，Keira的魔法麥克風可以讓她自由換裝，而Tori的魔法梳子可以讓她随意改變發型。Tori還向Keira展示了皇室的秘密魔法梔子花，這種花長着鑲鉆的花朵，並由三個小仙子守護。女孩們從植物上取下兩顆小鉆石，把它們裝飾在了各自的項鏈上。但是，Keira的經紀人Crider發現了鉆石梔子花的事，並打算想偷走它。
利用神奇的魔法麥克風和梳子，女孩們計劃交換一天的身份，互相學習各自的生活和日常。當Keira在為Tori的皇室職責而掙紮時，她通過和Tori的妹妹Meredith和Trevi在一起玩耍時激發了她再次創作音樂的靈感。與此同時，Tori正在努力地扮演着排練舞蹈的Keira，但當她自由地在王國散步時，她發現持續的幹旱對人民的生活造成了嚴重的影響。於是女孩們決定將時間再延長一天，讓Keira的最後一場演唱會成為免費的，這樣就有更多的人能負擔得起。
到了第二天晚上，當女孩們應該將身份給換回去的時候，Keira被不知情的公爵夫人給鎖在了Tori的臥室里，因為扮成Tori的Keira一直在拖延紀念演講。而另一方面，盡管Tori在一開始有些猶豫，但她還是被迫上台扮演Keira，並成功地找到自信，順利進行了演唱會的表演。之後，Keira在Tori的寵物狗Vanessa的幫助下，通過一條秘密通道逃出了Tori的臥室。
當其他皇室成員都在觀看演唱會時，Crider和他的助手Rupert偷偷潛入城堡偷走了鉆石梔子花。他們連根拔起梔子花，導致王國里的其他植物都枯萎了。Tori在演唱會的台上注意到了這一點，便不顧一切地沖回了城堡，她和Keira在途中相遇，並一起攔截了Crider。Crider在試圖逃跑的同時，還將植物給包裝起來，但女孩們為了阻止他，紛紛使用魔法麥克風和梳子改變了他的衣服。然而在這個過程中，Crider意外失手，將梔子花掉進了海里。
之後，女孩們將項鏈上的鉆石種在了花園里，並在小仙子們神奇魔力的加持下，它們立即長成了一個新的鉆石梔子花，神奇地使王國的植物恢复了生機。隨後女孩們又趕回到演唱會，Keira和Tori同台表演了一場令人惊艷的勁歌熱舞。表演結束後，Tori發表了她的演講，她用自己的聲音承諾，她将會帮助那些不幸之人，并為自己的國民帶來更加幸福美滿的生活。

## 配音員
※下表列出的角色名字没有中文译名，国语配音完全是以英语的读音來發音。
| 角色           | 英語原聲                              | 國語配音                    | 國語配音 | 國語配音 |
| 角色           | 英語原聲                              | 中国大陆                    | 台湾     | 广东话   |
| -------------- | ------------------------------------- | --------------------------- | -------- | -------- |
| Princess Tori  | 凱莉·謝里丹                           | 锺薇（对白） 陈敏婷（唱歌） | 傅其慧   |          |
| Popstar Keira  | 艾希莉·波爾                           | 周莹（对白） 麦智钧（唱歌） | 杜素真   |          |
| Prince Liam    | 阿德里安·佩特里                       | 董瓦拉                      | 何志威   |          |
| Trevi          | 阿什琳·德拉蒙德（Ashlyn Drummond）    | 赵冰冰                      | 夏乙田   |          |
| Meredith       | 劳伦·拉瓦伊（Lauren Lavoie）          | 小云                        | 雷碧文   |          |
| Seymour Crider | 彼特·科拉米斯                         | 维亚                        | 劉鵬傑   |          |
| Duchess Amelia | 艾丽·金（Ellie King）                 | 李丽容                      | 崔幗夫   |          |
| Limburger      | 迈克尔·多布森                         | 大饼                        | 康殿宏   |          |
| King Frederic  | 克里斯托弗·賈茲                       | 大饼                        | 康殿宏   |          |
| Nora           | 艾莉森·瓦尼卡（Allison Warnyca）      | 李俊英                      | 吳貴竹   |          |
| Riff           | 阿德里安·佩特里                       | 大牛                        | 曹冀魯   |          |
| Rupert         | 乔纳森·霍姆斯（Jonathan Holmes）      | 赵威                        | 夏治世   |          |
| Vanessa        | 里拉·塞莉娜（Leala Selina）           | 莎莎                        | 許淑嬪   |          |
| Emily          | 莉莉·斯诺登-費納（Lily Snowden-Fine） | 赵冰冰                      | 吳貴竹   |          |
| Charlotte      | 艾斯琳·沃特森（Aislyn Watson）        | 小云                        | 林宜謙   |          |

## 歌曲
Here I Am / Princesses Just Want to Have Fun
创作：Amy Powers, Gabriel Mann, Rob Hudnut, Robert Hazard
演唱：Tiffany Giardina (Keira) / Jennifer Waris (Tori)
I Wish I Had Her Life
创作：Amy Powers, Gabriel Mann, Rob Hudnut
演唱：Tiffany Giardina (Keira) / Jennifer Waris (Tori)
To Be a Princess/To Be a Popstar
作词：Amy Powers, Gabriel Mann, Rob Hudnut
作曲：Megan Cavallari
演唱：Tiffany Giardina (Keira) / Jennifer Waris (Tori)
Perfect Day
创作：Tim James, Antonina Armato
演唱：Tiffany Giardina (Keira) / Jennifer Waris (Tori)
Look How High We Can Fly
创作：Amy Powers, Gabriel Mann, Rob Hudnut
演唱：Tiffany Giardina (Keira)
Here I Am (Tori Version)
创作：Amy Powers, Gabriel Mann, Rob Hudnut
演唱：Jennifer Waris (Tori)
Princess & Popstar Finale Medley
创作：Amy Powers, Gabriel Mann, Rob Hudnut, Tim James, Antonina Armato
演唱：Tiffany Giardina (Keira) / Jennifer Waris (Tori)
Princesses Just Want to Have Fun
创作：Robert Hazard
演唱：Jennifer Waris (Tori)
Here I Am (Keira Version)
创作：Amy Powers, Gabriel Mann, Rob Hudnut
Tiffany Giardina (Keira)

## 配音譯製人員
中国大陆國語版工作人員
- 翻译/对白领班：蔡济生
- 音乐领班/音乐录音师：陶赞新
- 对白录音师/对白编写：黄达夫
- 制作统筹：杨颖琳
- 国际项目统筹：Chrystel Alard, Angela Sa

台灣國語版工作人員
- 翻譯：劉惠嵐
- 對白領班：夏治世
- 對白錄音師：黃子玫
- 執行製作：練雪琪
- 製作統籌：王紀盛
- 國際專案統籌：Chrystel Alard, Angela Sa

## 備註
1. 1 2  依照芭比系列電影上映次序。

## 資料來源
1. ↑  . 2022-11-21  [2022-11-21]. （原始内容存档于2022-11-21）.
2. ↑  . 2022-11-21  [2022-11-21]. （原始内容存档于2022-11-21）.
3. ↑  . 2022-11-21  [2022-11-21]. （原始内容存档于2022-11-21）.

## 外部連結
- 《芭比明星公主》 （页面存档备份，存于） - 環球影業家庭娛樂（英文）
- 在Netflix上觀看《芭比明星公主》
- 互联网电影数据库（IMDb）上《芭比明星公主》的资料（英文）
- AllMovie上《芭比明星公主》的资料（英文）
- 爛番茄上《芭比明星公主》的資料（英文）
- 豆瓣电影上《芭比明星公主》的資料 （简体中文）